# Argostemma africana
Argostemma africana är en måreväxtart som beskrevs av Karl Moritz Schumann. Argostemma africana ingår i släktet Argostemma och familjen måreväxter. Inga underarter finns listade i Catalogue of Life.